# Baaz
Släkten Baaz (ofta latiniserat Baazius), prästsläkt utgången från prästgården Ekesås i Gårdsby pastorat av Växjö stift. Under 1600-talet kom flera av släktens medlemmar att göra betydande insatser för riket i allmänhet och dess statskyrka i synnerhet.
Släktens mest kända medlemmar var den under 1630-talet omstridde kyrkopolitiske debattören, senare biskop i Växjö, Joannes Baazius d.ä., samt tre av hans söner vilka kom att göra betydande insatser med i tur och ordning; pennan, svärdet och korset: Äldste sonen Bengt Baaz (adlad Ekehielm) var lärare för prins Karl Gustaf (den blivande Karl X Gustav) och slutade som underståthållare i Stockholm. Erik Baaz (adlad Leijonhielm) var bland annat överste och kommendant på Kalmar slott, senare vice landshövding i Kalmar län. Den yngste sonen, Johannes Baazius d.y., kom att gå i faderns fotspår och sluta på den lutherska kyrkans högsta post; Svea Rikes Ärkebiskop.   
Släktvapnet, som kan beläggas i samtida källor tidigast från slutet av 1570-talet visar i sköld en bjälkvis ställd ekkvist med tre uppåtväxande ekollon. Vapnet går igen i senare generationers sigill men även i de adliga vapnen för ätterna Ekehielm och Leijonhielm.  
Släkten kan ledas tillbaka till Jöns Olsson (Halvhjort) som tidigast (i samtida källor) från mitten av 1500-talet kan beläggas som kyrkoherde i Gårdsby socken, Norrvidinge härad i Småland. Av sin samtid vanligen kallad Herr Jöns i Ekesås var han församlingens herde fram till omkring år 1574. Därefter ansvarade han, åtminstone för ekonomin, för återuppbyggnaden av domkyrkan i Växjö efter danskarnas härjningar 1570. Enligt vad sonsonen Joannes Baazius d.ä. anger, bland annat i sin år 1642 tryckta kyrkohistoria, skulle farfadern på 1520-talet varit dekan vid domkapitlet i Växjö.   
Sonen, Bengt Jönsson (Baas), kom att efterträda fadern på kyrkoherdetjänsten i Gårdsby. På den gravsten som bröderna Joannes Baazius d.ä. och dennes broder kyrkoherden i Svartorp Johan Baazius reste omkring är 1628 över herr Bengt i Ekesås (d. 1600) kallar de fadern uttryckligen B. Baas, vilket skulle tyda på att släktnamnet var antaget redan under 1500-talet.
Det första samtida skriftliga belägget för släktnamnet härrör från 1605 då den blivande biskopen skriver in sig som Ioannes Benedicti Baatz vid universitetet i Wittenberg.

## Källhänvisningar
- slægtforskernas årsbog 2009